# Annona warmingiana
Annona warmingiana är en kirimojaväxtart som beskrevs av Mello-silva och Pirani. Annona warmingiana ingår i släktet annonor, och familjen kirimojaväxter. Inga underarter finns listade i Catalogue of Life.